# チア・アップ!
『チア・アップ!』（Poms）は、2019年のアメリカ合衆国のコメディ映画。監督はザラ・ヘイズ、主演はダイアン・キートン。
平均年齢70歳以上のチアリーディングチームが周囲の反対にあいながらも大会出場に向けて奮闘する姿を描いている。

## ストーリー
高齢者向けのコミュニティに引っ越してきたマーサは、シェリルの歓迎を受けた。マーサが「昔、チアリーダーを目指していたことがある」とこぼしたところ、シェリルに「今からでも遅くない」と焚き付けられ、近所のお婆ちゃんたちを集めてチアリーディング・クラブを結成することになる。
若い頃のように体が動かないことに悩まされながらも、マーサたちは練習に打ち込む。やがて、彼女たちは地元のチアリーディングの大会に出場することを決意する。

## キャスト
- マーサ: ダイアン・キートン
- シェリル: ジャッキー・ウィーヴァー
- アリス: リー・パールマン
- オリーヴ: パム・グリア
- ヴィッキー: セリア・ウェストン
- クロエ: アリーシャ・ボー（英語版）
- ベン: チャーリー・ターハン
- ヘレン: フィリス・サマーヴィル（英語版）
- ルビー: キャロル・サットン
- イヴリン: ギニー・マッコール
- フィリス: パトリシア・フレンチ
- カール: ブルース・マッギル
- ゲイル: シャロン・ブラックウッド
- バーバラ: カレン・ビヴァリー

## 製作
2016年7月27日、シエラ/アフィニティが本作に出資すると報じられた。2017年5月5日、ダイアン・キートンとジャッキー・ウィーヴァーの出演が決まったとの報道があった。7月12日、パム・グリアとリー・パールマンがキャスト入りした。本作の主要撮影は同月中にジョージア州アトランタで始まった。

## 公開・マーケティング
2018年11月4日、STXエンターテインメントが本作の全米配給権を獲得したと報じられた。2019年2月21日、本作のオフィシャル・トレイラーが公開された。
当初、本作は2020年4月10日に日本で公開される予定だったが、新型コロナウイルスの流行が拡大していることを受けて、3月31日、配給元のクロックワークスは本作の公開延期を発表した。

## 興行収入
本作は『名探偵ピカチュウ』、『ザ・ハッスル』、『トールキン 旅のはじまり』と同じ週に封切られ、公開初週末に850万ドル前後を稼ぎ出すと予想されていたが、実際の数字は予想を大きく下回るものとなった。2019年5月10日、本作は全米2750館で公開され、公開初週末に536万ドルを稼ぎ出し、週末興行収入ランキング初登場6位となった。

## 評価
本作に対する批評家からの評価は芳しいものではない。映画批評集積サイトのRotten Tomatoesには82件のレビューがあり、批評家支持率は34%、平均点は10点満点で4.82点となっている。サイト側による批評家の見解の要約は「出演者は拍手を受けるべきなのだろうが、『チア・アップ!』は使い古されたネタが満載のコメディ映画であり、名女優たちの才能を浪費している。同作には、高齢女性に対する敬意が感じられない。」となっている。また、Metacriticには17件のレビューがあり、加重平均値は36/100となっている。なお、本作のCinemaScoreはB+となっている。